# جنگ آلبانی و ونیز
جنگ آلبانی و ونیز (به آلبانیایی: Lufta Shqiptaro-Veneciane) جنگی ۱۰ ماهه بود که بین نیروهای ونیزی و عثمانی علیه آلبانیایی‌ها درگرفت. این جنگ به دنبال اختلاف میان جمهوری ونیز و خاندان دوکاجینی بر سر تصاحب قلعهٔ داگنوم رخ نمود. اسکندربیگ که در آن زمان متحد خاندان دوکاجینی بود، علیه چندین شهر تحت کنترل ونیزی‌ها در امتداد خط ساحلی آلبانی لشکر کشید تا ونیزی‌ها را برای بازگرداندن داگنوم تحت فشار قرار دهد. در پاسخ، جمهوری ونیز هم یک نیروی محلی برای شکستن محاصرهٔ قلعهٔ داگنوم فرستاد و از امپراتوری عثمانی خواست که یک نیروی اعزامی به آلبانی بفرستد. در آن زمان، عثمانی‌ها پیشتر قلعهٔ سوتیگراد را محاصره کرده بودند که باعث تضعیف کوشش‌های اسکندربیگ شد.
با این حال، اتحادیه لژه هم قوای ونیزی و هم عثمانی را شکست داد. اتحادیه در ۲۳ ژوئیه ۱۴۴۸ بر نیروهای ونیزی در دروازه‌های اشکودر و سه هفته بعد در ۱۴ اوت ۱۴۴۸، بر عثمانی‌ها در نبرد اورانیک پیروز شد. پس از آن، ونیز با سربازان کمی برای دفاع از آلبانی ونیزی مستقر ماند و اتحادیه در عین ادامه جنگ با امپراتوری عثمانی، با جمهوری ونیز قرارداد صلح امضا کرد. پس از این جنگ، ونیز به‌طور جدی اسکندربیگ یا اتحادیه لژه را به چالش نکشید و به اسکندربیگ اجازه داد تا بر مبارزات خود علیه امپراتوری عثمانی تمرکز کند.

## پیشینه
در سال ۱۴۴۴، اسکندربیگ سردار بزرگ آلبانیایی، موفق شده بود مهم‌ترین شاهزادگان آلبانی را تحت رهبری خود در اتحادیه لژه که کنفدراسیونی از همه شاهزادگان آلبانیایی بود، متحد کند. هنگامی که نیکولاس دوکاجینی، یکی از اعضای خاندان دوکاجینی (یک خاندان قدرتمند در شمال آلبانی) به کمین نشست و لکه زاهاریا آلتیسفری، شاهزادهٔ داگنوم و یکی از اعضای اتحادیه را کشت، تنش در درون اتحادیه ایجاد شد. نیکولاس به آن دلیل این قتل را برنامه‌ریزی کرده بود که زاهاریا فرزندی نداشت و او با این کار راحت‌تر موفق به تسخیر داگنوم می‌شد. مشخص نیست که زاهاریا دقیقاً در چه سالی کشته شده است؛ یک سند ونیزی به تاریخ ۴ ژانویهٔ ۱۴۴۵، از زاهاریا به عنوان ارباب وقت داگنوم یاد می‌کند که به بوکسیا، مادر زاهاریا داده شده بود و استفانو ماگنو وقایع‌نگار ونیزی، نوشته است که زاهاریا در اواخر سال ۱۴۴۴ به قتل رسیده است.
این دو شاهزاده از قبل بر سر ازدواج با ایرنه دوشمانی، تنها دختر لکه دوشمانی شاهزاده زادریما، اختلاف داشتند. در سال ۱۴۴۵، شاهزادگان آلبانیایی به عروسی مامیکا، خواهر کوچک‌تر اسکندربیگ که با موزاکا توپیا ازدواج کرده بود، دعوت شده بودند. ورود ایرنه به مجلس عروسی، به سرعت زمینه‌ساز آغاز درگیری شد.
دوکاجینی از ایرنه خواست که با او ازدواج کند؛ اما زهاریا که مست بود با دیدن این صحنه خشمگین و به دوکاجینی حمله‌ور شد. برخی از شاهزادگان تلاش کردند تا نزاع را متوقف کنند، اما فقط افراد بیشتری درگیر ماجرا شدند. تا جایی که چند تن پیش از ختم درگیری مجروح شدند یا جان خود را از دست دادند. هیچ‌یک از دو هماورد آسیب فیزیکی ندیده بودند؛ اما پس از این رخداد، دوکاجینی از نظر شخصیتی تحقیر شد.
مرگ زاهاریا بدون داشتن فرزند، حکومت او را بی‌جانشین گذاشت. در نتیجه، مادرش قلعه را به آلبانی ونیزی سپرد که بخشی از دارایی‌های جمهوری ونیز بود. اسکندربیگ از نمایندگان ونیزی خواست که داگنوم (به همراه ساتی، گلادری و دوشمانی که توسط ونیز تصرف شده بود) به اتحادیه بازگردانده شوند، زیرا آن قلعه از یک مسیر تجاری مهم محافظت می‌کرد؛ اما دولت ونیز امتناع ورزید و در نتیجه اسکندربیگ برای جنگ خود علیه جمهوری آماده شد. اتحادیه به زودی نمایندگانی را به همسایگان خود استفان یکم کرنویویچ و جوراج برانکوویچ فرستاد. برانکوویچ، ارباب استبداد صربستان که همچنین با ونیز بر سر شاهزاده زتا اختلاف داشت، آمادگی خود را برای کمک به اسکندربیگ در برابر تنها جمهوری ونیز و نه امپراتوری عثمانی، ابراز کرد. ونیزی‌ها سفیری را نزد اسکندربیگ فرستادند و در ازای کنار گذاشتن تمام ادعاها بر داگنوم و برقراری امنیت در راه‌ها، ۱٬۰۰۰ دوکات به او پیشنهاد کردند؛ اما اسکندربیگ از پذیرش این پیشنهاد امتناع کرد و خصومت‌ها ادامه یافت.

## لشکرکشی‌های اولیه

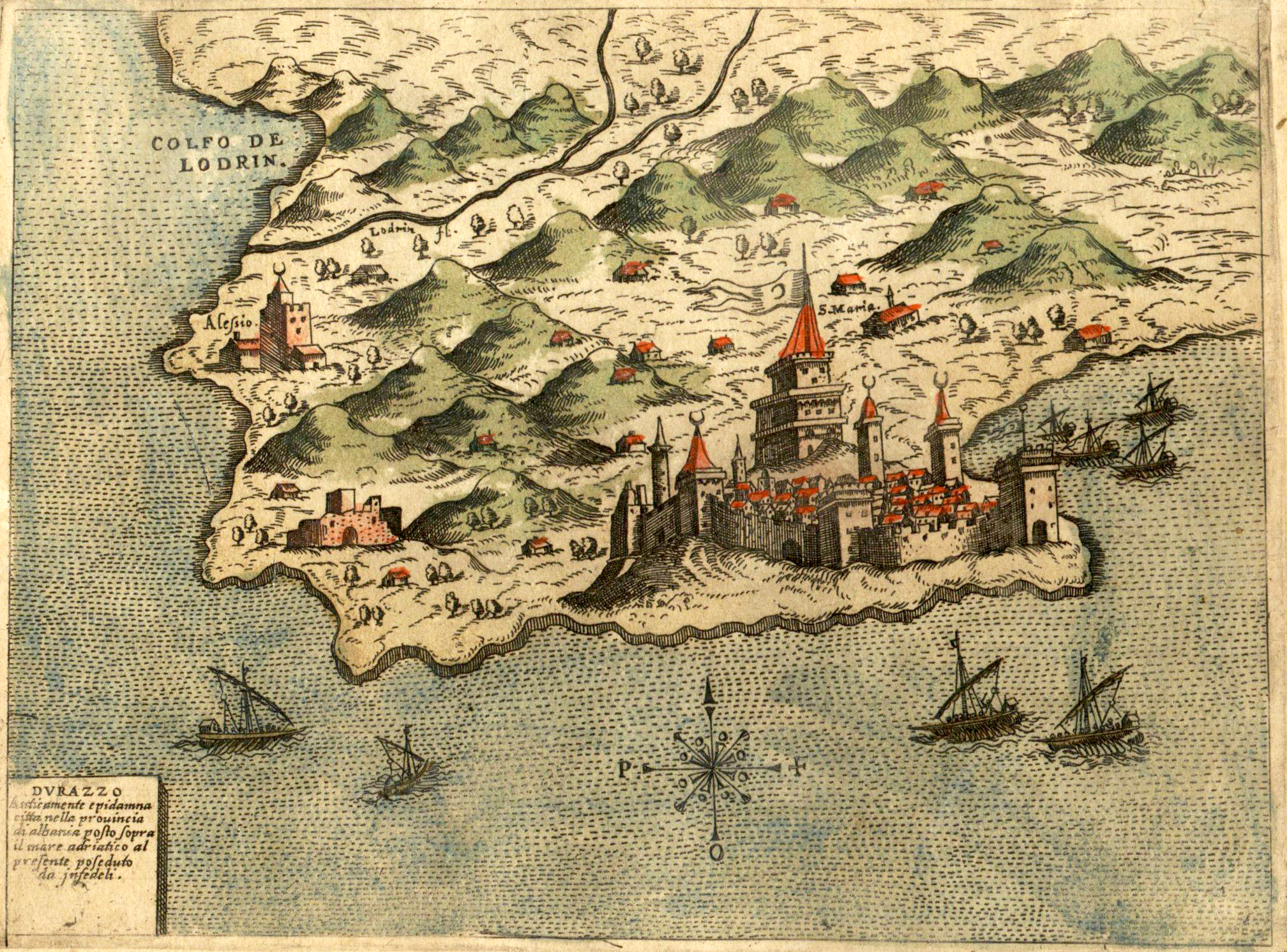
نگاره‌ای از دراج در سال ۱۵۷۳ میلادی

در دسامبر ۱۴۴۷، اسکندربیگ با گذاشتن یک نیروی حفاظتی متشکل از ۳٬۰۰۰ تا ۴٬۰۰۰ هزار نفر به فرماندهی ورانا کنتی برای محافظت از مرز در صورت تهاجم عثمانی، خود با نیرویی بالغ بر از ۱۴٬۰۰۰ نفر به سمت داگنوم راهی شد. او ابتدا به محافظان داگنوم فرصت تسلیم شدن داد و پس از رد شدن پیشنهاد، فوراً قلعه را محاصره کرد. او همچنین برای تحت فشار قرار دادن ونیزی‌ها به سمت دراج که در آن زمان یکی دیگر از املاک آلبانی ونیزی بود، روی آورد و شهر را از منابع محلی و تجارت محروم کرد. این عمل ونیز را وادار کرد تا دو گالی را که در ابتدا عازم کرت بودند به دراج بفرستد تا از آنجا مراقبت کند.
ونیز در آن زمان اسکندربیگ را به چشم یک دست‌نشاندهٔ سرکش عثمانی می‌دید؛ از این رو، در ۴ مارس ۱۴۴۸، به هر کسی که موفق به ترور اسکندربیگ می‌شد، مستمری مادام‌العمر ماهانه ۱۰۰ دوکات طلا پیشنهاد کرد. در ماه مه، نیروهای عثمانی سوتیگراد را محاصره و فشار زیادی بر لشکرکشی‌های اسکندربیگ وارد کردند. در ۲۷ ژوئن ۱۴۴۸، ونیز آندریا ونیر را که در آن زمان پرودیتور قلعه رزفا در اشکودر بود، نزد عثمانیان فرستاد تا آنها را برای حمله به آلبانی متقاعد کند. پس از آن، ونیر را برای ملاقات با اسکندربیگ هم فرستادند تا او را نیز برای پایان مخاصمات راضی کند. او همچنین موظف بود تا خاندان دوکاجینی را از اتحاد خود با اسکندربیگ سرد کند. علیرغم اقداماتی که ونیزی‌ها انجام دادند، اسکندربیگ بی‌وقفه به سمت اشکودر حرکت کرد. او همچنین به ونیزی‌ها پیشنهاد داد که اگر جرئت دارند، نیرویی را برای شکست دادنش بفرستند. محاصرهٔ داگنوم با ۴٬۰۰۰ سربازی که اسکندربیگ آنجا گذاشته بود، ادامه یافت.

## نبرد رودخانه درین

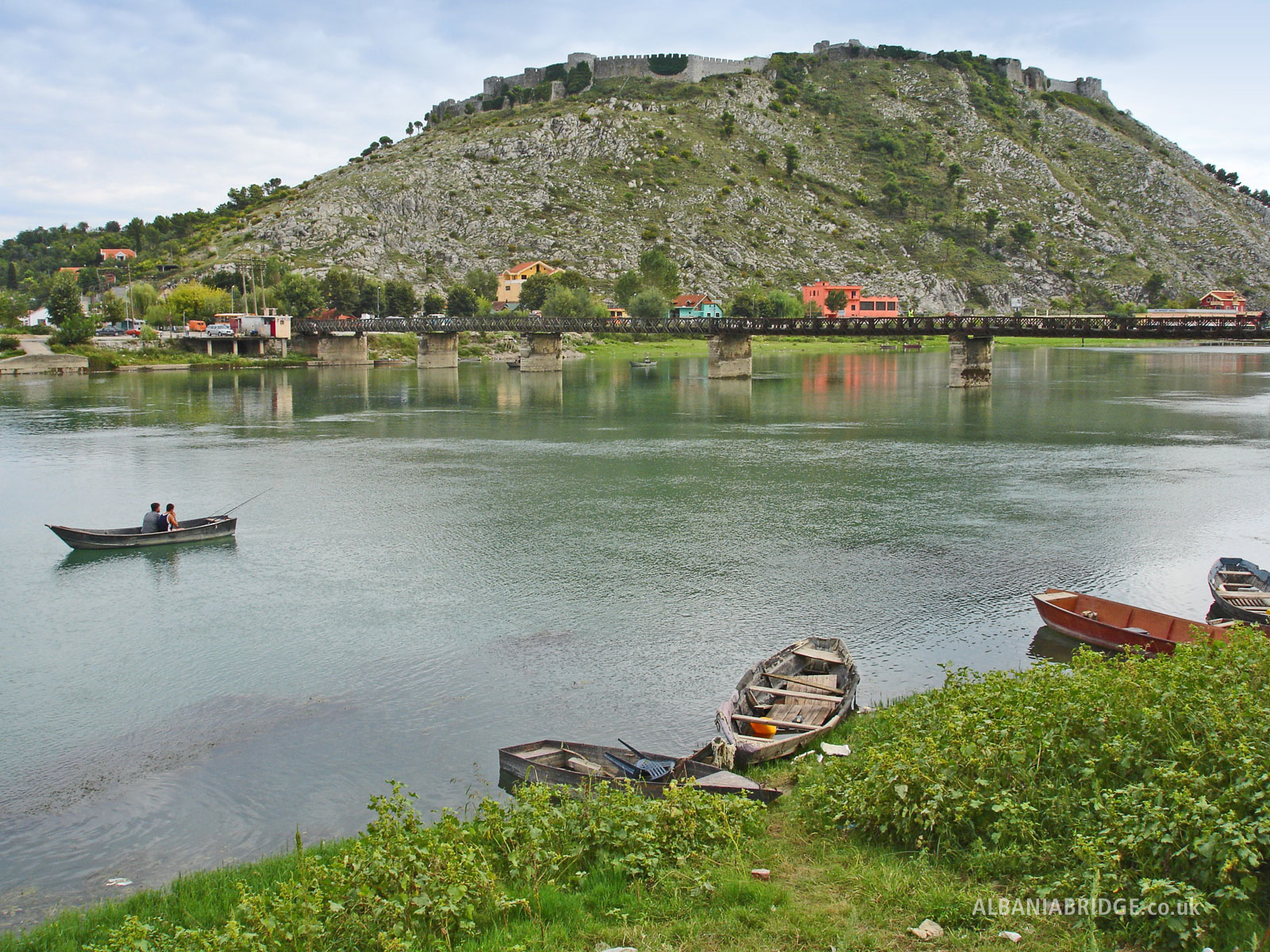
قلعه رزفا در زمان حال

در ۲۳ ژوئیهٔ ۱۴۴۸، اسکندربیگ با ۱۰٬۰۰۰ مرد از رود درین عبور کرد و با قوای ۱۵٬۰۰۰ نفری ونیزی تحت فرماندهی دانیله یوریچی که فرماندار قلعهٔ اشکودر بود، روبه‌رو شد. این نیروهای ونیزی عمدتاً از مزدوران محلی تشکیل شده بودند و مرکز خط اصلی نیروهای یوریچی را تشکیل می‌دادند. در مرکز این خط، واحدهایی به رهبری کوجا و آندریاس هوموی، سیمئون ولکاتا، واسیلیه اوگرین، خانواده زاپا (یوان و برادرش)، خانواده پداناری (هفت برادر پداناری و بسیاری دیگر)، خانواده مونتا (سه پسر رایکو مونتا)، خانواده مالونشی (پتار و دو پسرش) و بوشا سورنیا از پرانویا، حضور داشتند. یوریچی با نیروهای دالماسی خود در جناح چپ مستقر شد، درحالی‌که جناح راست از بومیان ایتالیایی تشکیل شده بود. اسکندربیگ با گارد شخصی‌اش در جناح راست و مقابل یوریچی قرار گرفت. مرکز ارتش اسکندربیگ به فرماندهی تانوش توپیا بود و جناح راست ارتش اسکندربیگ تحت رهبری مویسی گولمی قرار داشت.
اسکندربیگ برای سربازان تحت فرمان خود روشن ساخت که در نبرد چه باید بکنند و نبرد را با دستور به کمانداران و به آتش کشیدن خط اصلی نیروهای ارتش ونیز آغاز کرد. مرکز و جناح راست ارتش اسکندربیگ با مرکز و جناح چپ نیروهای ونیزی درگیر شدند و به زودی، جناح راست ارتش اسکندربیگ پیشروی کرد و موفق شد جناح چپ ارتش ونیز را عقب براند. این پیشرفت با حمله‌ای به شکاف‌های خطوط ونیزی همراه بود که باعث بی‌نظمی در صفوف آنها شد. نبرد ساعت‌ها ادامه یافت تا اینکه گروه‌های بزرگی از نیروهای ونیزی شروع به فرار کردند. اسکندربیگ با دیدن فرار دشمنان، دستور حمله‌ای تمام‌عیار را صادر کرد و کل ارتش جمهوری ونیز را شکست داد. سربازان ونیزی تا دروازه‌های اشکودر تعقیب شدند و سپس اسکندربیگ و نیروهایش اسیران ونیزی را مقابل قلعه به نمایش گذاشتند.
آلبانیایی‌ها توانستند ۲٬۵۰۰ نفر تلفات بر نیروهای ونیزی وارد و ۱٬۰۰۰ نفر دیگر را هم اسیر کنند. در مقابل، ارتش اسکندربیگ تنها ۴۰۰ نفر تلفات داد که بیشتر در جناح راست بود. حضور ونیزی‌ها در آلبانی تضعیف شد و نیروهای پادگان‌ها در شهرها پراکنده شدند. اسکندربیگ از منطقه عقب‌نشینی کرد تا با حملهٔ عثمانی مقابله کند. قبل از ترک منطقه، اسکندربیگ قلعهٔ بالچ نزدیک داگنوم را به فرماندهی مارین اسپانی سپرد. پس از خروج اسکندربیگ، آندریا ونیر دستور تصرف قلعه را داد و مارین اسپانی ناچار به ترک آن شد. ونیر سپس قلعه را به خاکستر تبدیل کرد. در پاسخ، آمسس کاستریوتا که یکی از همکاران اسپانی بود، با تعداد کمی نیرو به یک قلعهٔ ونیزی نزدیک حمله کرد؛ اما ناکام ماند.

## پسایند
در شرایطی که قلعه‌های دراج، اشکودر و داگنوم در آستانهٔ تسلیم شدن و ونیزی‌ها شاهد پیروزی ارتش آلبانی در نبرد اورانیک بودند، ونیزی‌ها آندریا ونیر را برای آغاز مذاکرات صلح با آلبانیایی‌ها فرستادند. کنفرانس صلح در السیو برگزار و صلح‌نامه در ۴ اکتبر ۱۴۴۸ توسط اسکندربیگ و جرج آریانیتی که نمایندهٔ سایر شاهزادگان آلبانی بودند، امضا شد. امضاکنندگان توافق کردند که جمهوری ونیز داگنوم را حفظ کند و در مقابل، ونیزی‌ها موافقت کردند که اسکندربیگ سالانه ۱٬۴۰۰ دوکات مستمری بگیرد و معافیت مالیاتی سالانه برای خروج ۲۰۰ اسب بار نمک از دراج دریافت کند. همچنین قراردادی برای ایجاد امتیازات تجاری بین آریانیتی (متحد اسکندربیگ) و ونیز منعقد شد. علاوه بر این، در صورت اخراج شدن اسکندربیگ از آلبانی، ونیز موظف بود به او پناه دهد و در ازای دو فالکونت از آلبانی، دو طاقه اسکارلت (پارچه اشرافی) به اسکندربیگ داده شد. با این حال، همچنان تهدیدات بین دو طرف رد و بدل می‌شد و درگیری‌های غیررسمی ادامه یافت.
ونیز که نسبت به اسکندربیگ محتاط بود، دیگر به‌طور آشکار او را به چالش نمی‌کشید. در سال ۱۴۶۳ و زمانی که ونیز با عثمانی‌ها در جنگ بود، معاهدهٔ دیگری امضا شد. با این حال، تا پیش از جنگ بین عثمانی‌ها و ونیزی‌ها در همان سال، صلحی میان عثمانی‌ها و اسکندربیگ برقرار نشد. عثمانیان پس از شکست در نبرد اورانیک به مقدونیه عقب‌نشینی کردند و برای حملهٔ دیگری به آلبانی آماده شدند. آنها در طول جنگ آلبانی و ونیز، سوتیگراد را پس از چندین ماه محاصره فتح کردند و از آنجا می‌توانستند بدون ممانعت وارد آلبانی شوند.

## واژه‌نامه
1. ↑  Nicholas Dukagjini
2. ↑  Lekë Zaharia Altisferi
3. ↑  Stefan Gjurashi
4. ↑  Đurađ Branković
5. ↑  Vrana Konti
6. ↑  Moisi Golemi